# William Frederick Wells
Pour les articles homonymes, voir William Wells et Wells.
William Frederick Wells, né en 1762 à Londres et mort le 10 novembre 1836, est un peintre paysagiste, aquarelliste et graveur britannique.

## Biographie
Wells naît à Londres en 1762. Il étudie les arts auprès de John James Barralet à Londres. William Wells épouse sa femme Mary vers 1786. Le couple a neuf enfants (trois fils et six filles), dont deux meurent en bas âge. Mary meurt en 1807.
Le 20 novembre 1804, Wells lance la fondation de la Société des peintres d'aquarelle (aujourd'hui la Royal Watercolour Society) lors d'une réunion à la Stratford Coffee House sur Oxford Street à Londres. Il est président de la société de 1806 à 1807.
Wells voyage beaucoup et peint à travers l'Angleterre et l'Europe, notamment en Norvège et en Suède. Ses œuvres sont exposées chaque année à la Royal Academy de 1795 à 1813. Ensuite, Wells enseigne le dessin aux officiers de l'Armée de la Compagnie britannique des Indes orientales au Séminaire militaire d'Addiscombe (en) de 1813 jusqu'à sa retraite, juste avant son décès, en novembre 1836. Par ailleurs, Wells est un ami proche de Joseph Mallord William Turner.
Wells grave notamment les œuvres English Scenery (1819) et Select Views in Cumberland (1810) de Thomas Gainsborough.
En 1819, Wells s'installe dans une maison à Mitcham Common, dans le Surrey. Il y meurt le 10 novembre 1836 et est inhumé au cimetière de Mitcham.